# Ceroplesis atropos
Ceroplesis atropos är en skalbaggsart som beskrevs av Leon Fairmaire 1882. Ceroplesis atropos ingår i släktet Ceroplesis och familjen långhorningar. Inga underarter finns listade i Catalogue of Life.